# 王潤澤
王潤澤（1993年11月28日—），安徽省淮南市人，中国内地影視演員。2016年參演校園眞人秀節目《一年級·畢業季》後，於2018年版《流星花園》中飾演田野。2019年在同名泰國電影改編劇《初戀那件小事》出演林開拓，之後加盟靑春劇《我憑本事單身》和古裝劇《傾世錦鱗穀雨來》。因長相帥氣被稱為胡歌和吳磊的結合體。

## 早年經歷
王潤澤自小父母離異，與家境貧寒的祖母白中廷相依為命。高考落榜後，祖母自覺沒有盡到照顧他的責任，因此執意跟隨孫子到距離淮南200公里以外的六安市毛坦廠中學陪讀。在參演《一年級》之前的2014年，他就因一部名為《高考陪讀奶奶》的紀錄片在網路上小有名氣。因為長相同演員胡歌有些相似，被粉絲稱作「寒門胡歌」。

## 影視作品

### 電視劇/網路劇
| 首播年份 | 劇名               | 角色   | 備註     |
| 2017年   | 貼身校花之君臨天夏 | 唐宇   | 網路劇   |
| 2018年   | 流星花園           | 田野   |          |
| 2018年   | 罪案心理小組X      | 謝磊   | 網路劇   |
| 2018年   | 假如沒有遇見你     | 林珂   | 網路劇   |
| 2019年   | 初戀那件小事       | 林開拓 |          |
| 2019年   | 極速救援           | 雷東生 |          |
| 2020年   | 非處方青春         | 孫時佗 |          |
| 2020年   | 我憑本事單身       | 宋司翊 | 網路劇   |
| 2020年   | 傾世錦鱗穀雨來     | 寧修睿 | 網路劇   |
| 2021年   | 別想打擾我學習     | 刘羽白 |          |
| 2021年   | 这丫环我用不起     | 杨潇   | 網絡劇   |
| 2021年   | 无法直视           | 陈峄城 | 網絡劇   |
| 2022年   | 底線               | 雷星宇 |          |
| 2022年   | 千金莫嚣张         | 封慕辰 | 網絡劇   |
| 2023年   | 加油吧！程序员     | 朱蒙   | 網絡劇   |
| 2023年   | 亲爱的朋友         | 关健   | 網絡劇   |
| 2024年   | 在暴雪时分         | 李清嚴 |          |
| 2024年   | 全糖少爷           | 季明唐 | 網絡短劇 |
| 2024年   | 上有老下有小       | 顾晓松 |          |
| 2024年   | 大奉打更人         | 朱廣孝 | 網絡劇   |
| 2025年   | 嘘，国王在冬眠     | 姜一鸣 |          |
| 待播     | 风过留痕           | 刘洋   |          |
| 待播     | 除恶               | 唐斯乐 | 網絡劇   |
| 待播     | 日落东瀛           |        | 客串     |
| 待播     | 春日之地           |        | 網絡劇   |
| 待播     | 雨霖铃             | 唐天浩 |          |
| 待播     | 雀骨               |        | 網絡劇   |

### 電影
| 首映年份 | 劇名                       | 角色   | 備註     |
| 2020年   | 御魂师之封神令             | 白夏   | 網路電影 |
| 2021年   | 鲁班四杰之伏龙海眼         | 雷十雪 | 網路電影 |
| 2024年   | 我要当老师                 | 孙恒   |          |
| 2025年   | 大奉打更人之世间无我这般人 | 朱廣孝 | 網路電影 |
| 待上映   | 生死摆渡                   |        |          |

### 綜藝節目
| 年份   | 劇名                       | 角色 | 備註           |
| 2016年 | 一年級·畢業季              | __   | 校園紀實眞人秀 |
| 2019年 | 超級企鵝聯盟Super3：星鬥場 | __   | 籃球競技眞人秀 |

## 外部連結
- 王潤澤Up的新浪微博 （简体中文）
- 王潤澤在豆瓣上的资料（简体中文）
- 王潤澤在互联网电影资料库（IMDb）上的資料（英文）